# Агапоново
Агапоново — село в Смоленському районі Смоленської області Росії. Входить до складу Новосельського сільського поселення. Населення — 133 мешканця (2007). 
Розташоване в західній частині області за 30 км на північний захід від Смоленська, за 3 км на південний захід від автодороги Р133 Смоленськ — Невель. За 14 км на південь від села розташована залізнична станція З.П. 416-й км на лінії Смоленськ — Вітебськ. 

## Історія
У роки Німецько-радянської війни село було окупована гітлерівськими військами в липні 1941 року, звільнено у вересні 1943 року. 